# Alpha Ethniki 2003-2004
L'Alpha Ethniki 2003-2004 fu la 68ª edizione della massima serie del campionato di calcio greco, conclusa con la vittoria del Panathīnaïkos, al suo diciannovesimo titolo.
Capocannoniere del torneo fu Giovanni (Olympiacos), con 21 reti.

## Formula
Come nella stagione precedente le squadre partecipanti furono sedici e disputarono un girone di andata e ritorno per un totale di 30 partite.
Le ultime due classificate furono retrocesse in Beta Ethniki mentre la terzultima spareggiò con la terza della seconda divisione.
Il punteggio prevedeva tre punti per la vittoria, uno per il pareggio e nessuno per la sconfitta.
Le squadre ammesse alle coppe europee furono sei: i campioni e la seconda classificata alla fase a gironi della UEFA Champions League 2004-2005 con la terza che ne disputò i preliminari e la vincitrice della coppa nazionale con quarta e quinta alla Coppa UEFA 2004-2005.

## Squadre partecipanti
| Squadra        | Città      | Stadio | Stagione 2002-2003 |
| -------------- | ---------- | ------ | ------------------ |
| AEK Atene      | Atene      |        | 3°                 |
| Akratītos      | Ano Liosia |        | 12°                |
| Arīs Salonicco | Salonicco  |        | 6°                 |
| Chalkidona     | Nikea      |        | Beta Ethniki       |
| Egaleo         | Egaleo     |        | 10°                |
| Iōnikos        | Nikea      |        | 14°                |
| Īraklīs        | Salonicco  |        | 7°                 |
| Kallithea      | Kallithea  |        | 13°                |
| OFI Creta      | Candia     |        | 8°                 |
| Olympiacos     | Il Pireo   |        | Campione di Grecia |
| Panathīnaïkos  | Atene      |        | 2°                 |
| Panīleiakos    | Pyrgos     |        | Beta Ethniki       |
| Paniōnios      | Nea Smyrnī |        | 5°                 |
| PAOK           | Salonicco  |        | 4°                 |
| Proodeftikī    | Korydallos |        | 11°                |
| Skoda Xanthī   | Xanthi     |        | 9°                 |

## Classifica finale
|                   | Pos. | Squadra        | Pt | G  | V  | N  | P  | GF | GS | DR  |
| ----------------- | ---- | -------------- | -- | -- | -- | -- | -- | -- | -- | --- |
| Grecia (bandiera) | 1.   | Panathīnaïkos  | 77 | 30 | 24 | 5  | 1  | 62 | 18 | +44 |
|                   | 2.   | Olympiacos     | 75 | 30 | 24 | 3  | 3  | 70 | 19 | +51 |
|                   | 3.   | PAOK           | 60 | 30 | 18 | 6  | 6  | 47 | 27 | +20 |
|                   | 4.   | AEK Atene      | 55 | 30 | 16 | 7  | 7  | 57 | 32 | +25 |
|                   | 5.   | Egaleo         | 52 | 30 | 15 | 7  | 8  | 37 | 26 | +9  |
|                   | 6.   | Paniōnios      | 47 | 30 | 12 | 11 | 7  | 40 | 29 | +11 |
|                   | 7.   | Chalkidona     | 45 | 30 | 13 | 6  | 11 | 40 | 39 | +1  |
|                   | 8.   | Īraklīs        | 42 | 30 | 12 | 6  | 12 | 40 | 39 | +1  |
|                   | 9.   | Iōnikos        | 33 | 30 | 9  | 6  | 15 | 33 | 43 | -10 |
|                   | 10.  | Skoda Xanthī   | 30 | 30 | 8  | 6  | 16 | 28 | 42 | -14 |
|                   | 11.  | OFI Creta      | 29 | 30 | 7  | 8  | 15 | 27 | 44 | -17 |
|                   | 12.  | Kallithea      | 27 | 30 | 5  | 12 | 13 | 37 | 42 | -5  |
|                   | 13.  | Arīs Salonicco | 27 | 30 | 7  | 6  | 17 | 24 | 46 | -22 |
|                   | 14.  | Akratītos      | 23 | 30 | 5  | 8  | 17 | 31 | 69 | -38 |
|                   | 15.  | Panīleiakos    | 21 | 30 | 4  | 9  | 17 | 28 | 56 | -28 |
|                   | 16.  | Proodeftikī    | 20 | 30 | 4  | 8  | 18 | 26 | 56 | -30 |

Legenda:

      Campione di Grecia e ammesso alla UEFA Champions League
      Ammesso alla UEFA Champions League
      Ammesso alla Coppa UEFA
      Retrocesso in Beta Ethniki
Note:

Tre punti a vittoria, uno a pareggio, zero a sconfitta.

### Play-out
L'Akratitos incontrò in uno spareggio in gara unica l'Ergotelis per la permanenza in massima serie. La partita si giocò a Salonicco il 30 maggio 2004.
| Salonicco 30 maggio 2004                               | Akratītos | 0 – 1                | Ergotelīs |  |
| \| \| \| \| \| \| Marcatori \| 90’ Jean Marie Sylla \| |           |                      |           |  |
|                                                        |           |                      |           |  |
|                                                        | Marcatori | 90’ Jean Marie Sylla |           |  |

### Verdetti
- Panathinaikos campione di Grecia 2003-04 e qualificato alla UEFA Champions League
- Olympiacos Pireo e PAOK Salonicco qualificati alla UEFA Champions League
- Panathinaikos, Iraklis Salonicco e Skoda Xanthi qualificati alla Coppa UEFA
- Paniliakos, Proodeftiki e Akratitos retrocessi in Beta Ethniki.
- Akratitos retrocesso dopo i play-out.